# Jazz dance

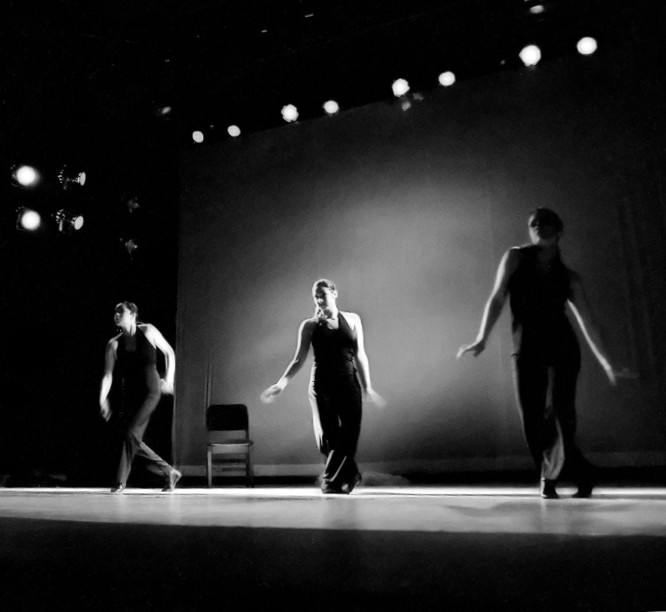
Jazz Dance

Jazz Dance é uma forma de dança que recebe influências de diversos outros estilos e princípios técnicos do ballet e dança contemporânea. Possui outras variações de estilo como: Modern Jazz Dance, Soul Jazz, Rock Jazz, Street Jazz, Feeling Jazz, Popular Jazz, Lyrical Jazz, entre outras. O Jazz é uma forma de expressão pessoal criada e sustentada pelo improviso. Surgiu e popularizou-se na mesma época em que a música Jazz, surgiu nos E.U.A no fim do século passado, podendo dizer assim, que nasceu da cultura negra.

## História
No início, nas viagens dos navios negreiros da África para os Estados Unidos, os negros que não morriam de doenças eram obrigados a dançar para manterem a saúde. As danças tradicionais dos senhores brancos eram as valsas e as quadrilhas, e os negros os imitavam para ridicularizá-los, mas dançavam de acordo com a visão que tinham de sua cultura européia, e misturando um pouco com as danças que conheciam, utilizando instrumentos de sua cultura. Dessa forma, surgiu a base do que se tornaria o jazz séculos depois, uma mistura da imitação dos ritmos europeus com os costumes naturais dos negros.
Em 1740, os tambores foram proibidos no sul dos Estados Unidos para evitar revoltas dos negros. Assim, para executar suas danças, eles foram obrigados a improvisar com outras formas de som, como palmas, sapateados, e o banjo. Mais uma vez, a dança dos negros dava um salto, se aproximando ainda mais com o jazz que nós conhecemos atualmente, apesar de não receber esse nome na época.
No início deste século, as danças afro-americanas começaram a entrar para os salões de Nova Orleans e a sofrer novas influências: do can-can e do charleston, principalmente. A nomenclatura Jazz, surgiu  em 1917, quando a dança se tornou popular e tomou conta dos palcos, principalmente os da Broadway, ganhando grande destaque no mundo da dança.

## Estilos
Modern Jazz Dance, Soul Jazz, Rock Jazz, Street Jazz e Lyrical Jazz, são algumas das designações que hoje em dia vem sendo utilizadas para denominar os numerosos aspectos de que se reveste esta forma de expressão artística. No Brasil, além destas outras designações, a generalização, tem sido frequentemente exagerada a ponto de considerar determinadas formas de ginástica ou atividade física, englobadas no mesmo terno.
As diferentes técnicas do Jazz, tem demonstrado que muitos princípios foram herdados do Ballet Clássico e da Dança Contemporânea. Jack Cole, considerado o pai do Jazz Dance, foi um dos primeiros a interagir fundamentos da Dança Moderna. Sua técnica viria a influenciar toda uma geração como Matt Mattox, entre outros.

## Nomes notórios na história do Jazz Dance
- Michael Bennett
- Bob Fosse
- Michael Jackson
- Gene Kelly